# Blekinge

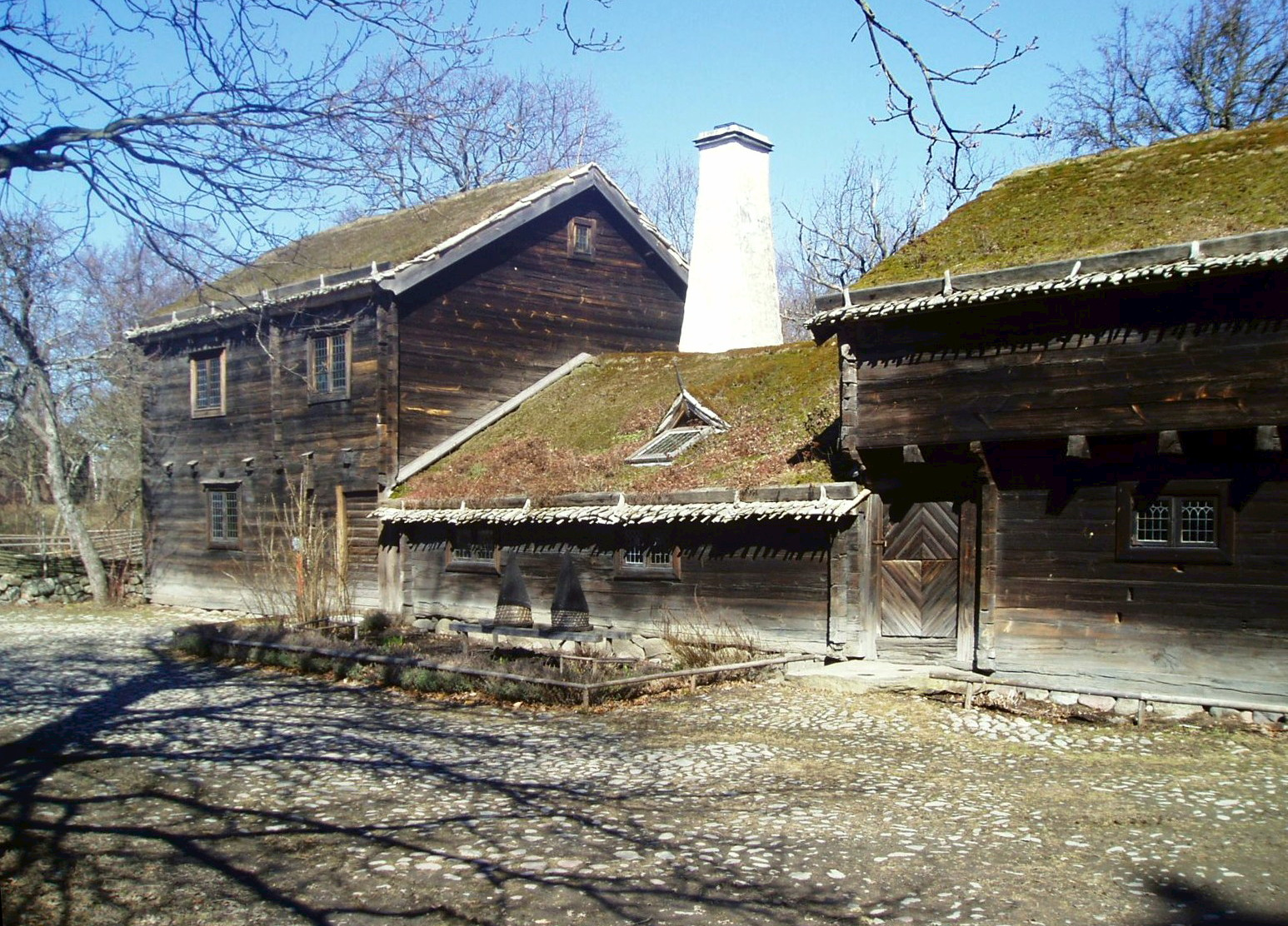
Typischer Bauernhof aus Blekinge

Blekinge ist eine historische Provinz (schwedisch landskap) in Südschweden.
In der heutigen Verwaltungsgliederung Schwedens entspricht das der Provinz Blekinge län. Größte Stadt und Hauptstadt der Provinz an der Hanöbucht ist Karlskrona. Weitere wichtige Städte sind Karlshamn, Ronneby, Sölvesborg und Olofström. In Kallinge bei Ronneby befindet sich ein Militär- und Zivilflughafen.

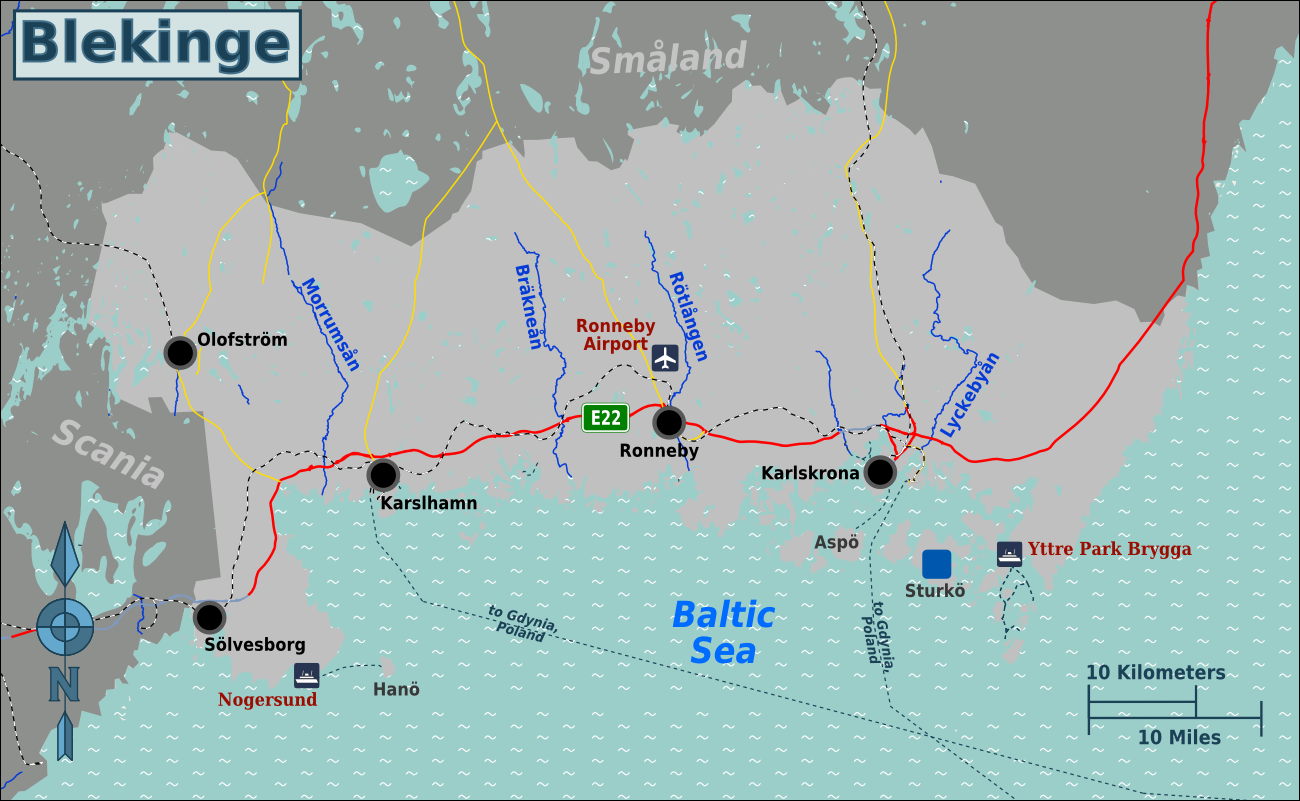
Karte

Am 12. März 2018 wurde bekannt gegeben, dass Prinzessin Adrienne von Schweden, die zweite Tochter von Prinzessin Madeleine, von nun an den Titel einer Herzogin von Blekinge trägt. Blekinge ist zuvor nie Herzogtum gewesen.

## Geografie
Im Norden an der Grenze zu Småland hebt sich das Land 130 bis 180 Meter über den Meeresspiegel. Von dieser Gegend senkt sich das Gelände langsam nach Süden und Osten in Richtung Ostsee. Im nördlichen Bereich ist der Untergrund nährstoffarm mit felsigen Hügeln und Sümpfen, wo hauptsächlich Nadelbäume wachsen. Im mittleren Bereich mit seinen vielen Seen und noch viel mehr in der Küstenzone treten nährstoffreiche Böden auf mit Laubbäumen, von denen vor allem die Buche recht häufig anzutreffen ist. Die Gewässer Blekinges fließen hauptsächlich südwärts. Die südliche Küste hat einen breiten Schärengarten (Schärengarten von Blekinge) vorgelagert und ist durch zahlreiche Buchten gekennzeichnet.

## Geschichte
Blekinge gehörte bis 1658 zu Dänemark und war lange Zeit Austragungsplatz verschiedener Schlachten zwischen dem dänischen und dem schwedischen Reich. Dabei wurden viele Städte und Dörfer geplündert oder gebrandschatzt. Mit dem Frieden von Roskilde ging Blekinge zusammen mit Schonen und Halland an Schweden.
Mit der schwedischen Großmachtzeit erlebte Blekinge seine stärkste Blüte. 1680 wurde der Marinehafen von Karlskrona angelegt, und zehn Jahre später war der Ort Schwedens drittgrößte Stadt. Die geschützte Lage im Schärengarten von Blekinge, wo wenige Verteidigungsanlagen zum Schutz des Platzes ausreichten, und das Vorhandensein von vielen Eichen im Landesinneren trugen zur Wahl des Ortes für den Marinehafen bei. Zur gleichen Zeit entstand auch Karlshamn; doch bestehende Orte wie Ronneby und Sölvesborg wurden in ihrer Entwicklung gehemmt. Karlshamn und Karlskrona traten an die Stelle der nahegelegenen mittelalterlichen Handelsplätze Lyckå und Elleholm. Im 18. Jahrhundert wohnte ein Viertel der Bevölkerung Blekinges in Städten, was zu dieser Zeit ungewöhnlich viel war. Danach verlief die Entwicklung der Provinz langsamer als im übrigen Schweden, und landwirtschaftliche Bereiche wie Obstanbau dominierten wieder die Wirtschaft.

## Landschaftssymbole
- Blume: Kleinblütige Königskerze (lat. Verbascum thapsus)
- Tier: Hirschkäfer (Lucanus cervus)
- Vogel: Kleiber (Sitta europaea)
- Fisch: Dorsch (Gadus morhua)
- Pilz: Riesenporling
- Stein: Blekinger Küstengneis